# Васил Василиев
Васил Кирилов Василиев е български математик, действителен член на Българското книжовно дружество. Преподавателската му дейност и научните му трудове са в областта на алгебрата и оптиката.

## Биография
Роден е в Болград, Бесарабия, на 10 октомври 1849 година. През 1876 година завършва физико-математически науки в Новорусийския университет в Одеса. След дипломирането си започва работа като учител по математика в Народното централно училище в Болград и две години по-късно постъпва във Военното училище в София, където работи от 1878 до 1907 година.
През 1881 година е избран за дописен член (член-кореспондент) на Българското книжовно дружество (днес Българска академия на науките). През 1898 година става един от съоснователите на Физико-математическото дружество в София.
Избран е за действителен член (академик) на Българското книжовно дружество през 1902 година. През същата година е награден със сребърен медал за наука и изкуство.
Акад. Василиев умира на 23 май 1923 година в Казанлък.

## Отличия
- 1879: Орден „Св. Станислав – III степен“ (руски)
- 1884: Сребърен медал „За заслуга“
- 1886: Орден „Св. Александър – V степен“
- 1888: Орден „Св. Александър – IV степен“
- 1902: Сребърен медал „За наука и изкуство“.